# Ivan Vošnjak
‎Ivan Vošnjak, slovenski teolog in filozof, * 24. junij 1818, Sv. Martin pri Šaleku, † 17. november 1877, Ptuj.
Na Visoki bogoslovni šoli v Mariboru je v letih 1859−62 predaval logiko in metafiziko.